# 서도원
서도원(徐道源, 1923년 3월 28일 - 1975년 4월 9일)은 인혁당 사건 희생자이다. 대구매일신문 논설위원을 지냈다.

## 생애
- 1923년 3월 28일 경상남도 창녕군 대합면 신당리 출생.
- 진주고등보통학교 졸업
- 1960년 4.19 혁명 이전 청구대학교(현 영남대학교) 학생주임. 정치학 강의.
- 1960년 4.19 혁명 이후, 민주민족청년동맹위원장.
- 1961년 5.16 군사 쿠데타 이후 혁명재판에서 7년 언도, 2년 7개월 복역.
- 1967년 국가보안법 사건으로 구속, 무죄판결.
- 1974년 3월 인민혁명당 재건 사건으로 구속, 당시 침술사.
- 1975년 4월 8일 대법원에서 사형확정. (대통령 긴급조치 위반, 국가보안법 위반, 내란예비음모, 반공법 위반)
- 1975년 4월 9일 사형집행, 경남 창녕 선산에 안장됨. (향년 52세)[1]
- 2007년 1월 23일 32년 만에 무죄 선고

## 같이 보기
- 민청학련 사건
- 인혁당 사건
- 긴급조치